# Dixon (Wyoming)
Dixon is een plaats (town) in de Amerikaanse staat Wyoming, en valt bestuurlijk gezien onder Carbon County.

## Demografie
Bij de volkstelling in 2000 werd het aantal inwoners vastgesteld op 79. In 2006 is het aantal inwoners door het United States Census Bureau geschat op 80, een stijging van 1 (1,3%).

## Geografie
Volgens het United States Census Bureau beslaat de plaats een oppervlakte van 0,4 km², geheel bestaande uit land. Dixon ligt op ongeveer 1937 m boven zeeniveau.

## Plaatsen in de nabije omgeving
De onderstaande figuur toont nabijgelegen plaatsen in een straal van 68 km rond Dixon.